# ジャック・アンドレイカ

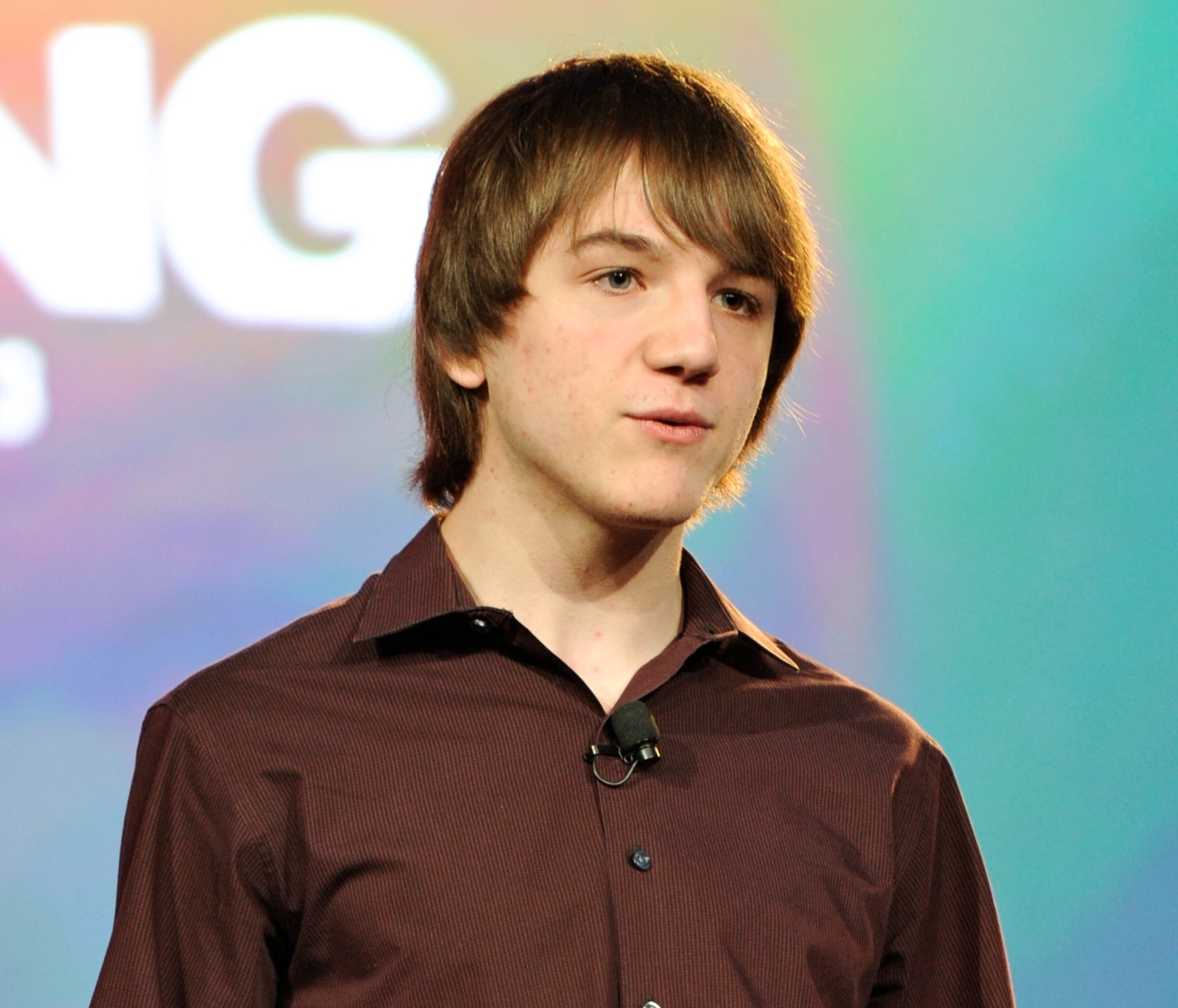
Jack Andraka

ジャック・アンドレイカ（ジャック・トーマス・アンドレイカ、Jack Thomas Andraka、1997年生）は、癌の研究者・発明家・科学者。インテルの2012年ゴードン・E・ ムーア賞(ISEF)の受賞者、および、いくつかの賞の受賞者。膵臓・卵巣・肺における癌の存在を示す蛋白質の増加を検出するための、迅速かつ安価な新方法を開発した。

## 背景
おじのように親しくしていた人を膵臓癌で亡くしたことが開発の動機となった。膵臓癌に限らず、腫瘍の有無の目安となる腫瘍マーカーの血液学的検出方法の基本原理はおよそ60年に開発された免疫学的検定から変わらず、煩雑であり技術革新の進まない分野であった。 また、腫瘍マーカー自体も腫瘍が進行して初めて上昇するものも多く、早期発見のスクリーニングには不向きであるとされてきた。 ジャック・アンドレイカは現在の検査法の問題点に気付き、新たな方法を自力で開発することを決意したその後、アンドレイカはインターネットを駆使し、論文やデータベースからおよそ4000種のタンパク質を抽出し、その中で膵癌初期から上昇する腫瘍マーカーとしてメソテリン(英語版へのリンク)を見出した。
以後、検出方法を模索するうちカーボンナノチューブを使用することに思い当たり、高校の生物の授業中に、カーボンナノチューブの記事をこっそり読んでいた。その授業内容は病原菌やウイルスの特定のタンパク質にのみ結合する抗体の話であった。そのとき、アンドレイカは構造変化によって電気特性が大きく変わるカーボンナノチューブと、特定のタンパク質にのみ反応する抗体とを組み合わせることを思いついた。また、カーボンナノチューブ単体では不安定なため、支持体として紙を用い試験紙とすることに決めた。
アンドレイカはさらに研究を続けようとしたが、自宅では実証実験は不可能であることから、実験プロトコルと理論を添えて各地の大学研究室、特に膵癌の研究者にe-メールを送った。約200通送ってほぼすべて断られたが、1通だけ先端医学を手がけるジョンズ・ホプキンス大学エニアバン マイートラから好意的な返信が来た。
アンドレイカは研究の意思を訴えて、受諾された。研究室に招かれたアンドレイカは研究室の教授を含め20人ほどから質問を受け、その後の実験プロトコルの修正、7カ月の研究のあとで、成果を得た。

## 癌診断
検出には紙片を使う。血液または尿中からメソテリンというバイオマーカーを調べ、膵臓癌の初期段階であるかどうかを判断する。検出の精度（正確性）は90％以上。また、所要時間はおよそ5分と従来のイミュノアッセイと比較して 168 倍高速である。費用も以前と比較すると1/26,000 のコスト（約3セント）で済み、感度も従来比で400 倍以上と言う。（以上の数値は本人による。） また、メソテリン自体は他の腫瘍でも発現が確認されており、今回の発明は、卵巣癌や肺癌検査についても効果が期待されている。検査に特異抗体を使用することから、従来の免疫学的検定に使用されてきた抗体を利用することで他の腫瘍マーカー検査にも応用が検討されている。

## 癌検出法
膵臓癌の検出のためのマーカーであるメソテリンを過大発現させる MIA PaCa 細胞を入手して培養した。さらに培養細胞からメソテリンを分離し、濃縮し、定量化した。抗ヒトメソテリン抗体と単層カーボンナノチューブとを混合して、紙片（フィルター紙）にコーティング（塗布）することで試験紙を作成した。最適な階層化を求めるには走査型電子顕微鏡を用いた。その後、電気特性などの変化を測定して比較することで、腫瘍マーカーの検出から癌の存在診断が可能となる。

## 私生活
メリーランド州アナランデル郡在住のポーランド系アメリカ人。父のスティーブ・アンドレイカは土木技師、母のジェーン・アンドレイカは麻酔医。兄のルーク・アンドレイカも酸性鉱山排水が環境に与える影響を調査するプロジェクトで、2010年のインテル国際学生科学技術フェアで$96,000の賞金を獲得している。家には大量の科学雑誌があり、アイデアがどんな風に生みだされるか、他にどんな方法があるかなどを、テーブルを囲んで議論する家庭環境だと母は話している。
ジャックは同性愛者であることを13歳の時から周囲に明かしており、家族や友人は支えている。恥ずかしがることはなく、マスコミには「僕は同性愛者であることを公表してるし、これが他のLGBTの若者をインスパイアして、理系に進んでもらうきっかけになることを願う」と語っている。余暇はカヤックで急流を下ったり、折り紙を折ったりするのが好き。

## 著書
ジャック・アンドレイカ「僕は科学の力で世界を変えることに決めた」（マシュー・リシアック執筆補助、 中里京子翻訳）講談社 